# Marco Pisano
Marco Giovanni Pisano (13 de agosto de 1981) es un futbolista italiano, se desempeña como lateral izquierdo y actualmente juega en el Vicenza de la Serie B de Italia .

## Clubes
| Club      | País   | Año         |
| --------- | ------ | ----------- |
| Ascoli    | Italia | 2000 - 2001 |
| Taranto   | Italia | 2001 - 2002 |
| Brescia   | Italia | 2002 - 2004 |
| Sampdoria | Italia | 2004 - 2006 |
| Palermo   | Italia | 2006 - 2008 |
| Torino    | Italia | 2008 - 2010 |
| Bari      | Italia | 2010        |
| Parma     | Italia | 2010 - 2011 |
| Vicenza   | Italia | 2011 -      |